# Penajóia
Penajóia es una freguesia portuguesa del concelho de Lamego, con 10,33 km² de superficie y 1.250 habitantes (2001). Su densidad de población es de 121,0 hab/km².